# 克勒拉希區
克勒拉希區（羅馬尼亞語：Raionul Călăraşi）是摩爾多瓦的一個區。面積1,147平方公里。2004年人口75,075人，首府克勒拉希。